# إراكلي دزاريا
إراكلي دزاريا (1 ديسمبر 1988 ببوتي في جورجيا - ) هو لاعب كرة قدم جورجي في مركز الوسط. شارك مع منتخب جورجيا لكرة القدم. أما مع النوادي، فقد لعب مع نادي دينامو تبليسي ونادي زستافوني وFC Kolkheti-1913 Poti ‏.

## وصلات خارجية
- إراكلي دزاريا على موقع الاتحاد الأوربي (الإنجليزية)
- إراكلي دزاريا على موقع قاعدة بيانات كرة القدم.إي يو (الإنجليزية)
- إراكلي دزاريا على موقع ناشيونال فوتبول تيمز (الإنجليزية)
- إراكلي دزاريا على موقع Soccerway.com (الإنجليزية)
- إراكلي دزاريا على موقع عالم كرة القدم.نت (الإنجليزية)